# Kim Tschoon Su
Kim Tschoon Su (kor. 김춘수), auch Kim Tschoon-Su, (* 1957 in Südkorea) ist ein südkoreanischer Maler. Er lebt und arbeitet in der Nähe von Seoul.

## Biografie
Kim Tschoon Su absolvierte seine Ausbildung an verschiedensten Universitäten in Südkorea und den USA: Seoul National University, California State University und New York University Graduate School of Arts and Science. 1991 nahm er am 10th Triangle Artists Workshop in Pine Plains, New York, teil. Er arbeitete 2003 an der Universidad de Alcalá in Spanien und ist seit 1996 Professor für Bildende Kunst an der Seoul National University.

## Werk
Kims Werk steht in der Tradition der Abstraktion der Verwendung der Farbe Blau. Seit nunmehr über zwanzig Jahren malt Kim Gemälde fast ausschließlich in dieser Farbe. In seinen Werkserien, die sich Ultramarine, Blanco y Azul or Weiss und Blau nennen, erforscht er die Wirkung der Farbe Blau und schafft Assoziationen von Wasser, Himmel oder Baumlandschaften, ohne diese konkret zu zeigen.
„Die exklusive Verwendung von Blau gibt der Farbe eine neue Bedeutung, die über das hinausgeht und transzendiert, was je in der Vergangenheit damit gemacht wurde. [...] Und das, wiederum, heißt, dass die Gemälde von Tschoon Su Kim nicht nur von distribuierter Form handeln, sondern auch von der Malerei selbst. Sie erscheinen so als eine Innovation von Tradition, was sie wichtig macht und ihnen Einfluss auf die zeitgenössische Malerei sichert.“